# Euzonus arcticus
Euzonus arcticus är en ringmaskart som beskrevs av Grube 1866. Euzonus arcticus ingår i släktet Euzonus och familjen Opheliidae. Inga underarter finns listade i Catalogue of Life.